# Almanach royal
Vous lisez un « article de qualité » labellisé en 2009.

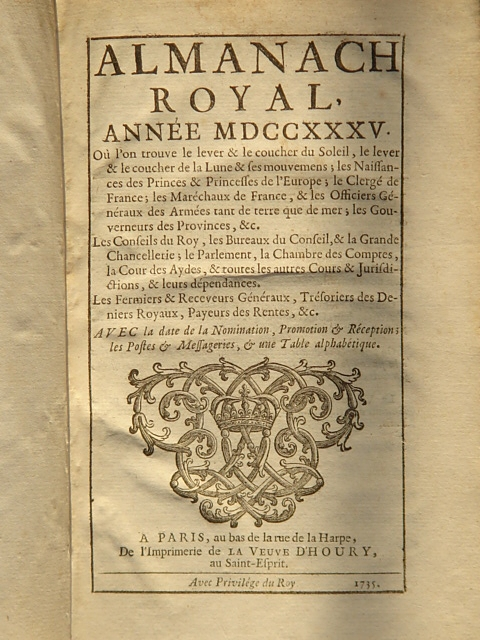
Frontispice de l’Almanach royal, 1735

L’Almanach royal est un annuaire de l'administration française, fondé en 1683 par le libraire Laurent d’Houry, publié sous ce titre de 1700 à 1792, puis sous différents titres (Annuaire impérial, etc.) de 1793 à 1919.
Il présentait chaque année, dans l’ordre officiel des préséances, la liste des membres de la famille royale de France, des princes de sang, et des principaux corps du royaume : grands officiers de la Couronne, membres du haut clergé, abbés des grandes abbayes (avec le revenu de chaque abbaye), maréchaux de France, colonels et officiers généraux, ambassadeurs et consuls de France, présidents des principales juridictions, conseillers d'État, banquiers, etc.
Malgré son caractère peu attractif, du fait qu'il s'agissait d'une suite de listes nominatives, il jouissait d’une large diffusion auprès d’un lectorat essentiellement composé de financiers, de politiques et de toutes les personnes qui avaient un intérêt à connaître l’organisation administrative de la France.
Bien que son édition soit due à l’initiative d'un éditeur privé, figurer dans les listes de l’Almanach royal avait un caractère officiel et les abus étaient donc punis. Ainsi un Poitevin, Pierre Joly, fut interné à la Bastille à la fin du XVIIIe siècle pour avoir usurpé la profession de banquier en se faisant inscrire comme tel dans l’Almanach royal.
Son édition ordinaire était au format in-8o avec une reliure d'éditeur en cuir orné d'un semis de fleurs de lys d'or.

## Histoire de l’Almanach

### Une fondation à la demande du roi

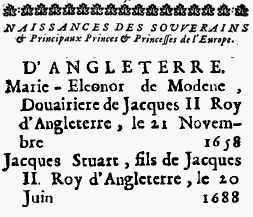
L’oubli de 1716

Laurent d’Houry imagine un Almanac ou calendrier en 1683. Les premières éditions ne contenaient que quelques pages avec un calendrier et des présages pour l’année à venir. La dernière édition sous cette forme, en 1699, montre déjà quelques listes qui préfigurent l’Almanach royal à venir. On trouve ainsi les listes des conseillers d'État ordinaires avec leurs demeures, des commissaires du Conseil, des contrôleurs généraux et intendants des finances, de la Chancellerie, des archévèques et évêques de France, des universités, ainsi que la liste des principales foires, les séances des tribunaux de Paris et le journal du Palais, et enfin les adresses des messagers et postes avec indication des jours de départ.
En 1699, Louis XIV demande que l’auteur lui présente en détail son ouvrage. Voici comme sa veuve explique ces débuts :
« Louis XIV, de glorieuse mémoire ayant souhaité cet Almanach, le fit demander à l'Auteur, qui eut l'honneur de le présenter à Sa Majesté : c'est ce qui le détermina à le donner sous le titre d'Almanach Royal, & à faire sa principale occupation de ce travail. »
La même année Louis Tribouillet, chapelain du roi et chanoine de Meaux, publie son État de la France. Cet ouvrage décrit dans le détail le fonctionnement de la Cour du roi, tous ses ministres, les traitements qu’ils reçoivent, les diverses dépenses de l’état, le clergé, etc.
La première édition de l’Almanach royal parait en 1700, en même temps qu’un autre annuaire, le Calendrier de la Cour de Jean Colombat, l’un des imprimeurs du roi. Les parisiens ont alors le choix entre trois annuaires au contenu similaire : l’Almanach royal d’Houry, le Calendrier de la Cour de Colombat et l’État de la France de Tribouillet. À ce moment, la cour qui entoure Louis XIV est très hiérarchisée et, depuis l’agrandissement du château de Versailles en 1684, elle ne cesse d’augmenter. Dans ce contexte, la reconnaissance de ses pairs est un bien précieux « si quelqu’un vient d’être placé à un nouveau poste, c’est un débordement de louanges en sa faveur qui inonde les cours et la chapelle (…) mais c'est qu’alors l’envie et la jalousie parlent comme l’adulation. ». On peut comprendre la nécessité de tenir à jour des annuaires pour que chacun puisse suivre les évolutions de tout ce monde. La multiplicité de ces publications affirme donc la volonté du roi de vouloir « officiellement » référencer ses courtisans à des charges créées pour les maintenir à côté de lui, à Versailles, et entretenir les jalousies des uns envers les autres.
Même si le roi a donné son aval, l’édition d’un tel ouvrage ne va pas sans risque. En décembre 1708, Laurent d’Houry est poursuivi pour avoir établi une imprimerie dans sa maison et contraint de vendre son matériel deux mois plus tard. Puis, en février 1716, il est emprisonné à la Bastille sur plainte du comte de Stairs, ambassadeur d'Angleterre, « pour avoir manqué de respect, dans son almanach, au roi George, en ne le nommant pas comme roi d’Angleterre, ou plutôt de la Grande-Bretagne », et avoir mentionné comme roi le fils de Jacques II Stuart, exilé à Saint-Germain.

### L'affirmation d’un monopole

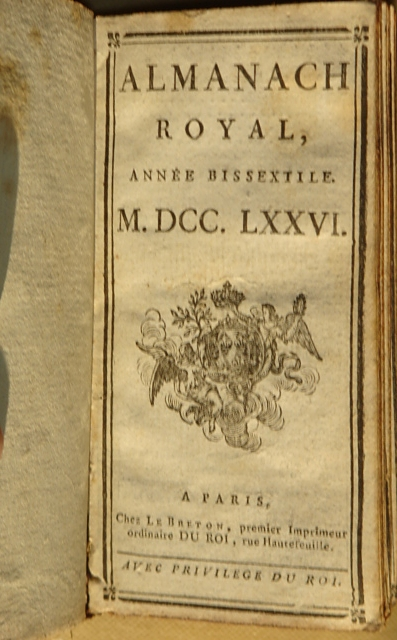
Frontispice de l’abrégé de l’Almanach royal, 1776

L’Almanach royal et le Calendrier de la Cour cohabitent pacifiquement pendant dix ans et rapportent beaucoup d’argent à leurs auteurs mais, à partir de 1710, Laurent d’Houry intègre de plus en plus de rubriques similaires à l’ouvrage de Colombat. Le conflit éclate en 1717 quand Houry publie son Almanach Abrégé qui reprend le format du Calendrier de la Cour et, simultanément, intente un procès contre son concurrent. Un jugement de Salomon est rendu : s’il est désormais interdit à d’Houry de poursuivre la publication de son abrégé et de contrefaire le Calendrier de la Cour, Colombat se voit dans l’obligation de figer le format de son calendrier et interdit d’en augmenter le contenu. Cela stoppe toute évolution du Calendrier de la Cour et laisse le chemin libre à l’Almanach.
Au décès de Laurent d’Houry en 1725, sa famille est sans ressources. Les recettes des ventes de l’Almanach ne sont pas suffisantes pour couvrir les dépenses de l’imprimerie et de la librairie. Dans ces conditions, sa veuve, Élisabeth Dubois, reprend l’affaire. Leur fils Charles-Maurice, qui n’avait été jusqu’alors qu’un simple correcteur des épreuves de l’Almanach, essaye d’évincer sa mère et intente un procès contre elle. Il prépare l’édition de 1726 mais un jugement lui interdit de la publier en son seul nom. Ce jugement du 11 décembre 1726 lui interdit même de troubler les affaires de sa mère et de participer de près ou de loin à l’élaboration de l’Almanach. Voilà pourquoi Charles-Maurice n’est mentionné comme éditeur de l’Almanach que sur l’édition de 1726.
En 1731, elle intente un nouveau procès contre Colombat qui avait augmenté son Calendrier malgré l’interdiction de 1717. Déboutée, elle reprend la publication de l’Abrégé et Colombat porte plainte à son tour ; elle accepte alors d’abandonner la publication de l’Abrégé « si Colombat revient au format de 1718. » Les querelles se sont éteintes avec le décès des parties.
Le privilège de l’Almanach étant sur le point d’expirer, Charles-Maurice d’Houry tente une dernière fois de s’en emparer, mais une lettre royale du 27 mars 1744 confirme définitivement André-François Le Breton comme seul ayant droit.

### Une hégémonie familiale de 131 années

#### La direction d’André Le Breton
En 1728, la veuve d’Houry associe son petit-fils André-François Le Breton, alors âgé de 18 ans et orphelin sous la tutelle de Charles-Maurice d’Houry. André-François avait hérité, selon la volonté testamentaire de Laurent d’Houry, de la moitié des droits de l’Almanach, et sa veuve, le reste.
Sous sa direction, l’Almanach prend un nouveau souffle et s’enrichit de nouvelles rubriques, ce qui parfois ne va pas sans peine. Par exemple, en 1768, il a maille à partir avec Voltaire qui lui adresse une lettre incendiaire :
« J’en dis autant à Le Breton, imprimeur de l’Almanach royal : je ne lui paierai point l’almanach qu’il m’a vendu cette année. Il a eu la grossièreté de dire que M. le président…, M. le conseiller…, demeure dans le cul-de-sac à Menard, dans le cul-de-sac des Blancs-Manteaux, dans le cul-de-sac de l'Orangerie. (…) Comment peut-on dire qu’un grave président demeure dans un cul ? »
En 1773, Le Breton déplace son imprimerie dans une aile de l’ancien hôtel d’Alègre, au 13 de la rue de Hautefeuille, qu’il avait acquise à Guillaume-Louis Joly de Fleury et était jusqu’alors occupée par l’ambassadeur du Portugal.
À la fin du XVIIIe siècle, les conditions météorologiques sont exécrables et les récoltes de blé mauvaises. Le prix de cette denrée de base augmente de façon disproportionnée. Depuis quelque temps, le bruit court que le gouvernement aurait le monopole du blé, ce qui entretiendrait la cherté de la denrée. Cette rumeur est devenue malencontreusement officielle lorsque dans son édition de 1774, Le Breton ajoute un « Trésorier des grains au compte du Roi » en la personne de Sr Mirlavaud. L’édition de l’Almanach avait pourtant été relue et approuvée par la Chancellerie, mais il fut quand même condamné à fermer sa boutique pendant 3 mois et à publier une édition corrigée, sans la ligne litigieuse,.
En 1777, Le Breton est à nouveau accusé d'avoir inséré des informations jugées subversives. Il a, selon ses détracteurs, cité « Fleuri & les Polissons de Vergès & de Vaucresson », au rang des procureurs et avocats généraux du Parlement de Paris, personnes qui avaient été impliquées dans une réforme du parlement effectuée par Maupeou contre la vénalité des parlementaires, voulue par Louis XV, mais annulée par Louis XVI. En réprimande, Le Breton est condamné à « cartonner » l’article sur les Almanachs qui n’avaient pas encore été vendus, et à remplacer gratuitement l’Almanach litigieux de ceux qui lui en feraient la demande.»
Il décède le 4 octobre 1779 et son cousin, Laurent-Charles d’Houry, fils de Charles-Maurice d’Houry, reprend l’affaire.

#### La période de la Révolution française

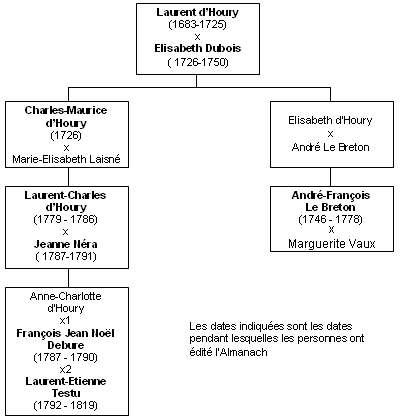
Généalogie de la famille de libraires-imprimeurs d’Houry

Le privilège accordé à la famille d'Houry pour l'Almanach a été menacé en 1789 lorsque Camille Desmoulins, dans son discours de la Lanterne aux Parisiens, déclare qu'il cessera au profit de Baudouin, un autre éditeur parisien. Cette menace n'a pas été portée à exécution puisque l’Almanach est resté chez les Houry. En regardant les publications de l'époque, on peut toutefois constater que Baudouin a obtenu les impressions de l'Assemblée nationale et d'autres organes d'État.

#### La dernière génération des Houry
À la suite du décès de Jeanne Néra, veuve de Laurent-Charles d’Houry, l’Almanach est repris par François-Jean-Noël Debure, époux d’Anne-Charlotte d’Houry, leur fille. Debure est issu d’une grande et riche famille de libraires parisiens, alliée notamment avec la famille Didot. Il est imprimeur depuis 1784 avec le titre d’imprimeur du Duc d’Orléans
Debure reprend un temps l’imprimerie de la famille d’Houry, mais ses autres affaires sont en difficulté et il est obligé de se mettre en faillite,. Pour conserver les biens hérités de sa famille, Anne-Charlotte d’Houry engage une procédure de séparation. En novembre 1791, la faillite est prononcée et elle s’oppose aux créanciers pour conserver son héritage ; cette opposition reste vaine et un jugement autorise les créanciers à saisir son mobilier, mais cela ne semble pas avoir été nécessaire car un jugement ultérieur lui permet de récupérer les biens que les créanciers n’ont pas saisi à son mari.
François-Jean-Noël Debure meurt en 1802 dans le Loiret. Il est toutefois porté décédé dès 1795 par diverses sources. Peut-être était-il tout simplement parti sans laisser d’adresse.
Laurent-Étienne Testu travaillait comme commis dans la maison de la famille Debure depuis 1788, et avait petit à petit gagné la confiance du ménage. À cause de l’absence de M. Debure, Anne-Charlotte se trouve seule avec ses deux fils. Malgré leur grande différence d’âge, il a 20 ans de moins qu’elle, elle épouse Testu en juillet 1795. Testu met en avant ses quelques connaissances dans le métier pour la convaincre de lui céder la gestion de l’imprimerie. Elle accepte en 1797 et lui offre en prime les droits de l’Almanach en échange d’une rente perpétuelle de 800 francs, puis elle lui abandonne complètement l’Almanach. Cet afflux d’argent semble tourner la tête à Testu qui s’adonne aux jeux et prend goût à la vie facile, il néglige la direction de son établissement et, sans cesse à court d’argent, contracte de nombreux emprunts, ce qui ruine progressivement son entreprise. Les relations avec son épouse sont tendues car il quitte le domicile conjugal en septembre 1801 et les seuls liens qu’entretiennent désormais le couple sont liés aux multiples procès qu’ils s’intentent.
En 1810, Testu revend secrètement les droits de l’Almanach à Guyot avec lequel il s’associe. Anne-Charlotte d’Houry s’oppose à cette vente qu’elle vit comme une usurpation, mais perd le procès en 1812. Elle obtient en contrepartie une rente de 1 200 francs que Testu ne paye pas. En effet, un jugement de 1820 le déclare débiteur de plus de 90 000 francs… En 1814, en raison de l’importance des sommes investies par Guyot dans l’affaire, une ordonnance le confirme propriétaire de l’Almanach, une copie de cette ordonnance se trouve d’ailleurs imprimée à la fin des ouvrages qui suivent. Testu obtient tout de même de Guyot le remboursement de ses dettes et une rente viagère de 2 400 francs.
Guyot écarte Testu des affaires en 1820 et cesse même de lui payer sa rente viagère. Ce dernier, de nouveau à court d’argent se retourne en 1823 contre son épouse, exige qu’elle rejoigne le domicile conjugal et qu’elle assume l’intégralité des dépenses du ménage, ou à défaut, qu’elle lui paye une rente de 6 000 francs. Les juges déboutent Testu pour le domicile conjugal, attendu qu’il l’avait lui-même déserté 22 ans plus tôt et qu’il n’a aucun logement décent à proposer à son épouse même si elle vit déjà dans une très belle demeure, mais obligent quand même sa femme, encore très riche, à lui verser une rente de 1 800 francs en invoquant la solidarité entre époux.
L’hégémonie de la famille d’Houry sur l’Almanach créé en 1683 a donc cessé définitivement en 1814 lorsque, par ordonnance, l’entreprise est transférée à l’association Guyot-Testu. Anne-Charlotte d’Houry est morte le 22 juillet 1828 âgée d’environ 83 ans.

### La fin de l'édition (1867-1919)
En 1867, l’édition de l’Almanach est transférée à la veuve Berger-Levrault, qui publiait déjà l’Annuaire diplomatique de l’empire français, et l’Annuaire militaire de l'empire français, tous deux publiés, comme l’Almanach d’après les documents fournis par l’administration.
L’édition de l’Almanach s’arrête définitivement en 1919 après quatre années d’interruption à cause de la guerre ; ce dernier numéro regroupe les années 1915 à 1919. On ne trouve pas dans la littérature les raisons qui ont suscité l’arrêt de la publication, mais on peut admettre que la conjugaison du volume très important de l’annuaire (plus de 1650 pages en 1900) et de la période difficile que traversait l’économie et la politique française à ce moment, devait rendre la gestion d’un tel volume d’information extrêmement complexe et peu rentable pour l’éditeur. Il est possible aussi que le nouveau gouvernement issu des élections législatives de 1919 n’ait plus soutenu l’élaboration de l’Almanach.

### Réutilisation contemporaine du titre (1975-2020)
Le titre de l'Almanach royal a été repris depuis 1975 pour donner un état de la famille princière de Bourbon et de ses officiers. Cet annuaire ne comporte plus l'état annuel de tous les corps constitués ecclésiastiques (diocèses, abbayes), gouvernemental, judiciaires, militaires, diplomatiques, administratifs et civils (communautés de métiers, académies, écoles, ..), avec leurs chefs et leurs officiers.
Hervé Pinoteau, chancelier et secrétaire du prétendant légitimiste au trône de France — Alphonse de Bourbon (1936-1989), duc d'Anjou et de Cadix —, a repris le titre pour publier à partir de 1975 un État présent de la Maison de Bourbon, qui revendique d'emblée servir de suite à l’Almanach royal de 1830 et à d'autres publications officielles de la Maison [de Bourbon], et dont cinq éditions successives,,,, paraissent jusqu'en 2012.
En 2018, le blog orléaniste « La Couronne », publie en ligne un ouvrage intitulé Almanach royal de la Couronne, présenté comme la continuation de l'Almanach royal de 1848. L'année suivante, le blog publiera la deuxième édition de son ouvrage avec une version imprimée.
En 2019, le blog du Cercle d'union légitimiste de Normandie, publie en ligne un Almanach royal pour l'année bissextile M. M. XX [2020].

## Un contenu de plus en plus fourni et précis

### Les rubriques de l’Almanach
L’Almanac ou Calendrier, ainsi qu’il s’intitulait dans ses premières éditions, n’était qu’un simple calendrier auquel étaient associées des rubriques sur les événements astronomiques, les jours des foires, le journal du Palais, la demeure des messagers, le départ des courriers, le tarif des monnaies et la liste des bureaux des percepteurs. Après sa présentation au roi en 1699, de nombreuses rubriques ne cessent d’être ajoutées notamment sur le clergé, la famille royale de France, puis les familles souveraines des autres nations, les officiers, les ambassadeurs, etc.
En 1705, d’Houry ajoute la liste des chevaliers du Saint-Esprit et des pairs et maréchaux de France. En 1707, c’est l’état du clergé puis, en 1712, la naissance des souverains, princes et princesses de l’Europe. Après la mort de Louis XIV, le Duc d'Orléans, devenu le Régent, fait ajouter à la liste des membres de la famille royale celle des membres de la maison d'Orléans. Plus tard, il fait inscrire en plus de la sienne, l’intégralité de la maison de la reine et des princes.
Il n’est pas possible de décrire l’ensemble des rubriques contenues dans un almanach tant il y en a ; ainsi, la table des matières de 1780 s’étend sur dix pages :
| Table des matières de l’almanach de 1780 |  |  |  |  |
|                                          |  |  |  |  |
|                                          |  |  |  |  |
|                                          |  |  |  |  |

L’Almanach se tient aussi au fait des avancées scientifiques. Au milieu du XVIIIe siècle, la précision des horloges s’améliore et de nombreux amateurs fortunés se mettent à observer et à étudier les astres. Il leur est indispensable de connaître avec précision l’écart qui existe entre l’heure solaire vraie des cadrans solaires, et l’heure solaire moyenne des pendules, surtout depuis l’apparition des pendules à secondes. C’est l’équation de la pendule, aussi appelée l’équation du temps, dont la table est ajoutée un peu avant 1750.
Avec la Révolution française, l’Almanach change de titre et son contenu est modifié pour correspondre aux nouvelles institutions.
L'abolition de toutes les distinctions oblige à remanier complètement les rubriques, le calendrier de l’ère vulgaire est remplacé par le calendrier républicain, la place réservée aux rois et princes de l’Europe est remplacée par une notice sur les puissances amies de la France, les organes administratifs du pouvoir royal sont remplacés par les nouveaux ministères, etc.
Le contenu change à nouveau avec les réformes du Consulat et de l'Empire, la Restauration, les Cent-Jours, la Monarchie de Juillet, la Seconde République suivie du Second Empire, puis la Troisième République qui voit la fin de l’édition de l’Almanach. À chaque fois, les reliures prennent la livrée des époques.
Comme le nombre des rubriques ne cesse d’augmenter, le nombre de pages suit la même tendance : on en dénombrait une centaine en 1699, près de cinq-cents en 1760, et sept-cents juste avant la Révolution française. Le cap des mille pages est franchi en 1840, pour dépasser mille-six-cents en 1900. En moyenne, une trentaine de noms sont cités par page, le nombre total de personnes ou de lieux listées chaque année se compte en dizaines de milliers, mais aucune table patronymique ne permet de rechercher rapidement un nom en particulier.
Toutes les évolutions de l’Almanach en font un ouvrage très utile aux historiens qui peuvent suivre, année après année, les ministères et autres organes administratifs, les mouvements des personnes dans ces offices, et le détail de l'organisation des services publics pour un habitant de Paris (comme les lieux des boîtes aux lettres, horaires et tarifs des coches et des messageries royales).

### Chronologie des 237 années d’édition desAlmanachs
Après le décès de Laurent d’Houry, sa descendance poursuit son œuvre jusqu’en 1814. L’édition est poursuivie jusqu’en 1919. Il serait fastidieux de décrire avec des phrases les évolutions de l’Almanach sur les 237 années qui se sont écoulées depuis la première édition par Laurent d’Houry en 1683, d’où le choix de cette présentation en tableau.
Pendant toute son existence, l’Almanach aura traversé 11 régimes politiques, changé d’éditeur 14 fois et de titre 9 fois.

## Publication

### Collecte des informations
Depuis sa création en 1700, consécutive à une demande royale, l’Almanach inventé par Laurent d’Houry a pour vocation d’être un ouvrage officiel.
Jusqu’à la Révolution française, les contributeurs sont cordialement invités à fournir les renseignements chez le libraire, ainsi que le signale la note de l’imprimeur dans les premières pages de l’Almanach. En 1771, par exemple, on lit dans le Journal historique de la Révolution que l’Ordre des avocats, en la personne d’un certain Gerbier, affirmait qu’il « ne seroit rien changé à l’ordre du Tableau, & qu’il seroit imprimé dans l’Almanach Royal tel qu’il étoit l’année dernière, en retranchant seulement les morts. »
Avec la Révolution française, ordre est donné aux administrations de fournir tous les renseignements à l’éditeur. En 1802, Testu en obtient même l’exclusivité.
Plus tard, la collecte des informations pour l’Almanach fait même partie du budget de fonctionnement des ministères ainsi qu’on peut le voir dans une ordonnance du 31 décembre 1844 signée de Louis-Philippe Ier « portant organisation de l’administration du ministère de la marine » dont l’article 6 liste dans les postes du budget « la formation de l’Almanach royal ».

#### Typographie

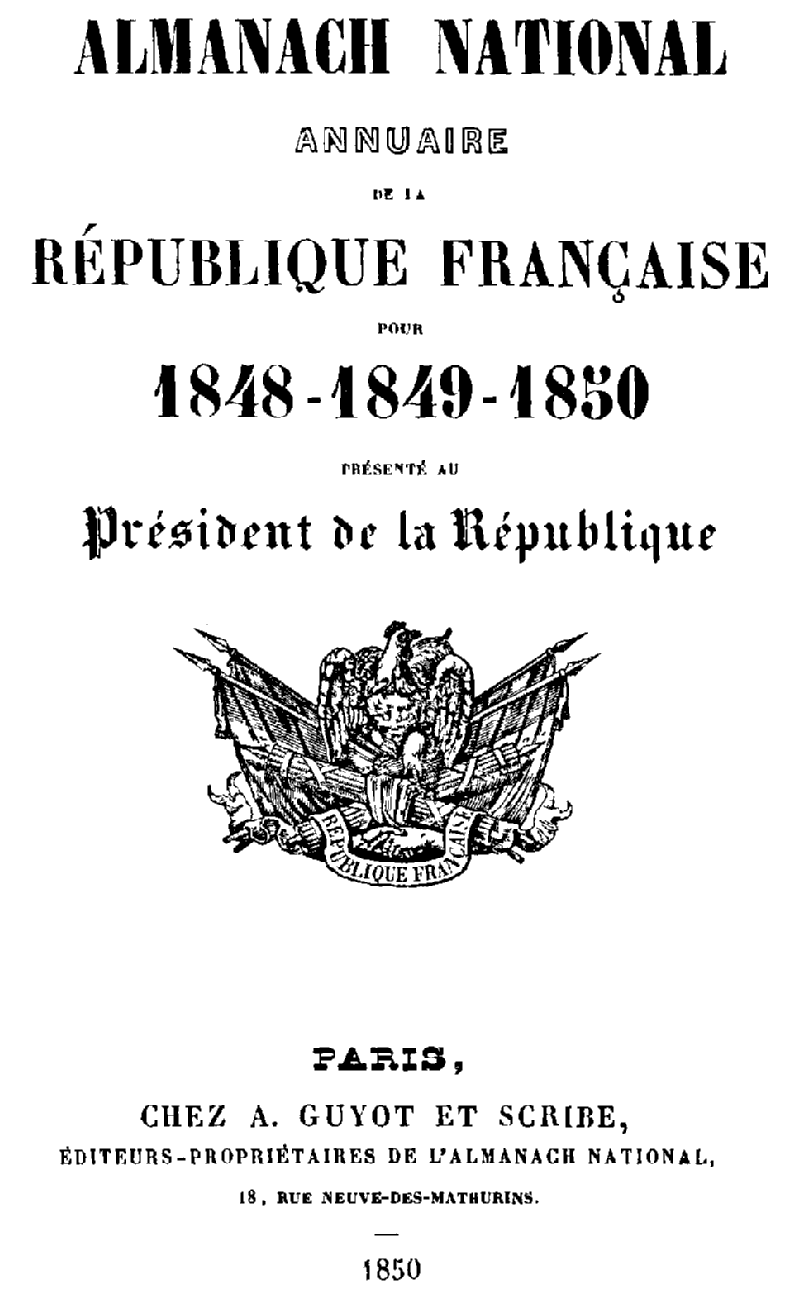
Abus d’effets typographiques, 1850

La qualité du tirage s’améliore sensiblement lorsque Laurent d’Houry devient imprimeur. Il multiplie les bandeaux et les culs-de-lampe afin d’orner titres et fins de sections. L’Almanach reste toutefois très pauvre en gravures car l’image n’est pas son objectif. Les seules que le lecteur pourra trouver sont les schémas expliquant les oppositions des planètes et les éclipses, présents chaque année, et la carte des départements de la France des éditions de 1791 et 1792.
Malgré le peu de temps pour préparer le livre, l’imprimeur soigne la présentation et utilise selon les cas de nombreuses variations de taille et de forme des caractères pour faciliter la lecture des longues listes, des caractères spéciaux pour mettre en avant certaines lignes, des compositions en tableaux ou en colonnes et des regroupements en accolades.
C’est Le Breton, petit-fils de Laurent d’Houry, qui apporte le plus à l’ouvrage. Il augmente et restructure largement l’Almanach, et améliore aussi sa présentation dans le souci de préserver la lisibilité. De nombreuses notes sont ajoutées pour guider le lecteur et l’aider dans la compréhension du fonctionnement de certains organes administratifs.
Les Almanachs modernes du XIXe siècle profitent des progrès techniques. Le dessin des caractères se modernise et l’utilisation de polices aux graphismes variés se multiplie, parfois à l’excès : on peut ainsi dénombrer au moins 7 polices dans 11 fontes différentes sur la page de garde de l’Almanach national de 1850 imprimé par Guyot et Scribe !
Des annonces, ancêtres de la publicité, sont introduites par l’éditeur Berger-Levrault à la fin du XIXe siècle.

#### Bon-à-tirer

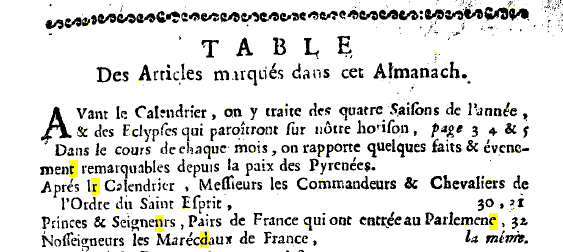
Coquilles dans la table des matières, 1706

La date butoir pour faire parvenir les informations à l’éditeur est fixée aux « dix premiers jours d’octobre (ou de novembre) ». Les modifications de dernière minute sont intégrées dans un erratum en fin d’ouvrage. Quand elles sont trop importantes, elles peuvent même retarder la parution. Fin décembre, une épreuve est envoyée à l’administration pour qu’elle approuve le contenu. Cette approbation est nécessaire avant la mise en vente.
Il ne reste donc qu’un à deux mois pour intégrer les informations de l’année dans le texte de l’édition précédente et composer l’ensemble des pages avant de soumettre le livre pour le bon-à-tirer. L’étape de relecture, au moins pour l’épreuve de 1706, n’a pas été faite avec grand soin comme on peut le constater par les très nombreuses coquilles et fautes qui émaillent la table des matières présentée en vignette à droite.
Une fois l’accord administratif obtenu, il est inséré en fin d’ouvrage, l’Almanach est broché ou relié puis il est distribué chez les clients à la fin de l’année.

### Impression
Les premiers Almanachs n’ont pas été imprimés par Laurent d’Houry. L’Almanach de 1706 est ainsi imprimé par Jacques Vincent, installé rue de la Huchette, à l’enseigne de l’Ange. Le 15 novembre 1712, Laurent d’Houry devient imprimeur et commence aussitôt l’impression de son ouvrage. Ensuite, tous les almanachs seront imprimés par leur éditeur.

#### Tirage
Il n’y a pas de source qui détaille le tirage de l’Almanach. Les seuls chiffres dont on dispose sont les rentes annuelles générées par les ventes.
En 1782, Mercier indique une rente de plus de 40 000 francs. Diderot, dans le même temps, avance le chiffre de 30 000 livres. Pour un prix de vente de 5 à 6 livres, le tirage devait nécessairement être supérieur à environ 7 500 almanachs.
Vers 1820, lors des procès que se sont intentés la veuve Debure et Testu, le revenu de l’Almanach était estimé entre 25 et 30 000 francs. En 1834, un autre almanach, l’Almanach de France, précise que son prix de revient est de 35 centimes, pour un prix de vente de 50 centimes. Les libraires achètent ensuite l’ouvrage au prix de 38 centimes, pour le revendre au prix conseillé de 50 centimes. L’éditeur gagne donc 3 centimes par livre vendu, le libraire en gagne 12 (moins les frais de port, à sa charge). Si l’on considère - arbitrairement – qu’un Almanach sur quatre est vendu directement dans la librairie Testu (au prix de 10 fr 50) le reste étant écoulé par des intermédiaires, on peut calculer au prorata que, pour générer une rente annuelle de 30 000 francs, Testu doit en vendre approximativement 25 000.
En l’absence d’information plus précise, on peut juste estimer à environ 15 000, le nombre d’exemplaires vendus par année entre la fin du XVIIIe et le début du XIXe siècle.

#### Reliure

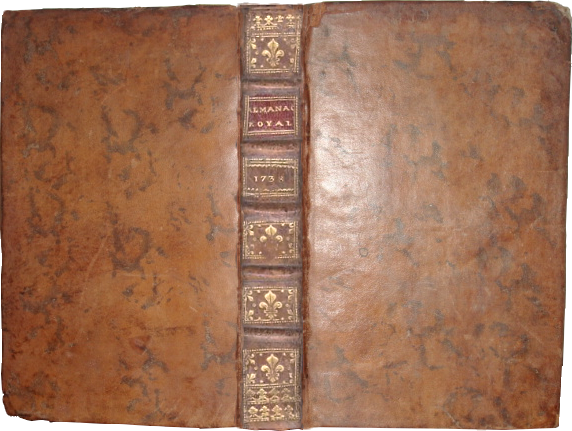
Reliure d’imprimeur, Almanach de 1738

L’almanach est vendu soit broché, soit relié par l’imprimeur. La version brochée permet à l’acquéreur de faire relier son livre comme il le désire, et c’est ainsi qu’il est possible de trouver des ouvrages aux reliures très ouvragées, avec dentelle, armes des familles, rehaussés de nombreuses couleurs ou de dorures, etc.
La version reliée fournie par l’imprimeur se présentait habituellement dans une reliure en veau ou maroquin plein, et des fleurs de lys dans les caissons du dos. Avec la révolution, les fleurs de lys sont remplacées par des bonnets phrygiens à cocardes.

#### Distribution
L’Almanach est normalement disponible chez le libraire, mais on peut aussi le trouver en province chez d’autres libraires qui servent d’intermédiaires, par exemple en 1816, chez Pesche, libraire au Mans, ou par correspondance par l’intermédiaire de la Sorbonne comme le faisait Voltaire.

### Lectorat
L’Almanach bénéficie d’un intérêt très large en raison du nombre de sujets qu’il traite sur l’organisation de l’administration française. En 1785, Mairobert écrit que « l’Almanach Royal est entre les mains de tout le monde ; il est chez les Princes, sur le bureau du Roi ; les Ministres étrangers s’en pourvoient. » Louis-Sébastien Mercier explique en 1782 dans le Tableau de Paris que « Ceux qui se sont jetés dans les routes de l’ambition, étudient l’Almanach Royal avec une attention sérieuse », il ajoute que « plus d’une belle consulte l’Almanach royal, pour voir si son amant est lieutenant ou brigadier, ... », que « tout le monde achète cet almanach pour savoir au juste à quoi s’en tenir. » et enfin que « même Fontenelle disoit que c’étoit le livre qui contenoit le plus de vérités. »
Des dictons prennent l’Almanach royal comme référence. Selon La Harpe, « le seul livre à lire pour faire fortune est l’Almanach royal », Jean-Joseph Regnault-Warin utilise l’expression « posséder la mémoire d’un Almanach royal », ou encore les Mémoires de l’Académie des colporteurs expliquent qu’« il suffit de lire l’Almanach pour s’instruire. »
Aux yeux de la justice, l’ouvrage peut être utilisé comme élément de comparaison : lors d’une enquête policière en 1824, un prévenu se défend en expliquant que le volume des documents qu’il était accusé d’avoir emportés « pouvait être égal à celui d’un Almanach royal ou d’un almanach de commerce relié ».
S’il fallait avoir un certain niveau de ressources pour pouvoir acheter cet ouvrage, la clientèle s’étendait au-delà du monde financier et politique.

### Concurrence
L’Almanach royal est en concurrence dès sa création avec plusieurs ouvrages périodiques.

#### L’État de la France
L’Almanach royal s'est démarqué de l’État de la France qui donne, comme son titre l'indique, l'état de la famille royale, des institutions et des officiers du royaume. Sa première publication semble avoir été faite en 1619, elle a duré jusqu'au milieu du XVIIIe siècle. L’édition de 1736 de l’État de la France indique qu’il s’agissait d’un « périodique dont le Public demande le renouvellement de tems en tems », et qu’il n’avait été publié qu’en 1699, 1702, 1708, 1712, 1718 et 1727. Les dernières éditions de 1727 et 1736 comportent cinq volumes de plus de 500 pages chacun. Les offices royaux sont décrits avec beaucoup de détails.

#### L’Almanach de la Cour
L’Almanach de la Cour de Colombat qui ne peut plus le faire évoluer depuis 1717. De fait, les bibliographes considèrent que l’Almanach royal est l’un des « plus anciens et plus utiles ». S’il décrit essentiellement la cour royale et les institutions parisiennes, les autres grandes villes ont aussi leurs almanachs, comme celui de la ville de Lyon tout aussi volumineux. L’Almanach est toutefois considéré comme un ouvrage de référence. En 1780, un avis d’un libraire nommé Desnos inséré à la fin de la Gazette des tribunaux offre pour 8 livres à « l’homme d’état, de lettres, & généralement toutes les personnes attachées au service du Roi (…) l’Almanach royal, le Calendrier de la Cour, dit Colombat, Etrennes-Mignones,, l’État Militaire; les quatre reliés ensemble, avec tablettes & stylet pour écrire, qui en fait la fermeture » : l’Almanach royal arrive en première place de la collection.

#### LeCalendrier de la Cour
À partir de 1717, le Calendrier de la Cour ne peut plus évoluer, ses rubriques sont limitées à une éphéméride des mouvements célestes (sur 30 ans) augmenté de tables astronomiques avec l’état du ciel, et le calendrier de la cour pour la famille et la maison royale, les listes des conseils, les départements des secrétaires d’état et des finances, les naissances et morts des rois, reines, princes et princesses de l’Europe, les chevaliers des différents ordres, les archevêques et évêques du royaume et les cardinaux du « Sacré Collège ».
Il est essentiellement recherché pour son éphéméride des mouvements célestes et les tables des évènements astronomiques,.

#### L’Almanach du Commerce
L’Almanach du Commerce, publié par Sébastien Bottin au XVIIIe siècle contient, outre les adresses des commerces parisiens, de nombreuses statistiques utiles aux financiers. Il est complémentaire à l’Almanach royal qui ne concerne que l’administration française.

## Exemples d’informations contenues dans l’Almanach

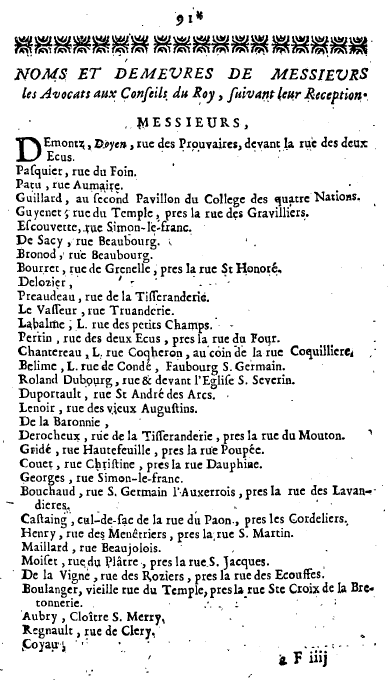
Exemple d’une page de l’Almanach (1720)

Outre les détails concernant l’organisation de l’administration de l’État français, et des personnes qui occupaient les postes, de nombreux autres sujets sont abordés dans les Almanachs, par exemple au XVIIIe siècle :

### Le coût de la construction à Paris
Cette section ne se trouve que dans les Almanachs du début du XVIIIe siècle, et s’interrompt un peu avant 1726.
On y trouve les prix des ouvrages de maçonnerie, de charpente et menuiserie, de couverture, de serrurerie, peinture et vitrerie qui se font habituellement à Paris, par exemple :
« Murs circulaires de puits, avec assises de pierre de taille cramponnée par bas, le surplus de moilon piqué de 18 pouces d’épaisseur, à 22 livres la toise quarrée, & plus à proportion de la profondeur du puits, ou autres difficultez qui se peuvent rencontrer. »
Avec ces données, l’historien est en mesure de chiffrer complètement la construction d’une bâtisse parisienne à cette époque.

### Les cérémonies officielles
L’Almanach explique de façon très détaillée certaines cérémonies officielles :
- cérémonie d’ouverture annuelle du Palais de justice

« L’Entrée du Parlement se fait le lendemain de la S. Martin, le 12 novembre, auquel jour Messieurs les Présidents en Robes rouges & fourures tenant leur Mortier, & Messieurs les Conseillers en Robes rouges, après avoir assisté à la Messe solemnelle qui se dit ordinairement par un Évêque dans la Grand’Salle du Palais, reçoivent les Sermens des Avocats & des Procureurs. M. le premier Président fait ce jour-là une Harangue pour remercier celui qui a celebré la Messe, lequel luy répond par une autre Harangue. »
- procession de l’Université, dont la description prend trois pages de l’Almanach[Note 29]

« Le Recteur de l’Université à la fin de son Rectorat, qui régulièrement n’est que de trois mois, indique une Procession générale où assiste tout le Corps. C’est une Cérémonie qui mérite d’être vue. Nous marquerons icy le rang qu’y tiennent les Docteurs des quatre Facultez qui composent l’Université ; ensemble les Bacheliers de ces Facultez, avec les Ordres Religieux. La Procession part de l’Église des Religieux Trinitaires, autrement dit Maturins.
(…)

La Procession est fermée par les Libraires, les Papetiers, les Relieurs, les Parcherminiers, Les Enlumineurs, Les Écrivains, jurez de l’Université. »
La description détaillée des cérémonies cesse au milieu du XVIIIe siècle, pour faire de la place à un annuaire toujours plus exhaustif. Un renvoi est alors fait en fin d’ouvrage vers des « guides pour toute sorte de Cérémonies à observer dans la réception de quelque Charge ou Emploi que ce soit dans la Robe ou dans l’Épée. »

### Les transports
Le transport des personnes est assuré par les coches, carrosses, fourgons et autres diligences. On retrouve dans l’Almanach les horaires et tarifs des routes principales.
En 1715, un voyageur souhaitant se rendre de Paris à Caen devra se rendre rue Saint-Denis le lundi à six heures du matin. Il aura au préalable « envoyé ses hardes la veille de bonne heure ». Quinze ans plus tard, l’heure de départ est avancée à 5 heures du matin en été et, en 1750, le départ est à 5 heures toute l’année. En 1780, deux départs sont programmés les mardi et vendredi à 23h30 et le trajet dure deux jours. Un fourgon, plus lent, part le dimanche à midi et fait le trajet en quatre jours et demi en été et cinq jours en hiver. En 1790, le transport est désormais assuré par le Service général des diligences et messageries royales de France. Trois diligences assurent la liaison les mardi, jeudi, et dimanche et le fourgon, le dimanche. Le départ se fait désormais rue Notre-Dame-des-Victoires.
Les tarifs sont rarement indiqués mais en 1725 et 1761 il est de 18 livres tournois par personne. Il passe à 21 livres en 1770 pour atteindre à 42 livres en 1790 (heureusement pour le voyageur, il est précisé que le « sac de nuit pesant 10 livres » est « gratis »).

### La Compagnie des gardes des Pompes du Roy
En 1716, le roi nomme François Dumouriez du Perrier au poste de Directeur général des pompes publiques pour remédier aux incendies, sans que le Public soit tenu de rien payer. En 1722, il crée la Compagnie des Gardes des Pompes du Roy, sous la direction du même. Cette compagnie deviendra plus tard la Brigade de sapeurs-pompiers de Paris.
L’Almanach de 1719 dresse la liste de ces pompes et de leurs gardiens et sous-gardiens. On apprend alors qu’une brigade est constituée de quatre gardiens et quatre sous-gardiens qui ont la charge de l’entretien du matériel déposé dans chaque quartier. Ce qui allait devenir 3 ans plus tard la Compagnie des Gardes des Pompes du Roy ne comptait à ce moment que 41 personnes et 17 pompes réparties par groupes de 8 hommes et 4 ou 3 pompes dans l’Hôtel de Ville, le couvent des Grands Augustins, le couvent des Carmes de la place Maubert, le couvent de la Mercy, et aux Petits Pères de la place des Victoires, en plus d’une pompe chez le Directeur général des pompes, rue Mazarine. À l’exception de Dumouriez, les garde-pompes ne sont pas des professionnels du feu mais des cordonniers, menuisiers, serruriers, etc.

## Considérations bibliophiles

### Disponibilité
On trouve régulièrement des Almanachs dans les ventes aux enchères et chez les libraires de livres anciens. Compte tenu de leur importance documentaire et du fait qu’il en existe de très beaux exemplaires, ces ouvrages sont particulièrement recherchés des historiens, des écrivains, des amateurs et des bibliophiles.
Les volumes de la première série du XVIIe siècle dépassent souvent plusieurs milliers d’euros, les autres se négocient généralement entre quelques dizaines et cinq cents euros, parfois plus, selon leur rareté, leur état et la qualité de la reliure. Un peu plus de la moitié sont toutefois accessibles en libre téléchargement sur Gallica (liste des volumes disponibles) ou Google Books.